# Ulrich Fugger il Giovane
Ulrich Fugger, detto il Giovane, detto anche Ulrich II (Augusta, 1490 – Augusta, 1525), è stato un banchiere e mercante tedesco, membro di una delle più importanti famiglie di banchieri d'Europa.

## Biografia
Figlio primogenito di Ulrich Fugger il Vecchio e di sua moglie, Veronika Lauginger, Ulrich si legò particolarmente allo zio Jacob e divenne socio dell'azienda di famiglia ancora giovanissimo. Nel 1516 sposò Veronika Gassner. Ulrich, apprendendo da suo zio, divenne un uomo d'affari di talento e particolarmente abile al punto che Jacob lo aveva designato, non avendo egli avuto figli, quale suo successore alla gestione dei beni di famiglia, ma Ulrich premorì allo zio. Jacob Fugger, quindi, alla morte di Ulrich, designò quale suo successore un altro nipote, Anton Fugger.